# Пружанська залізниця

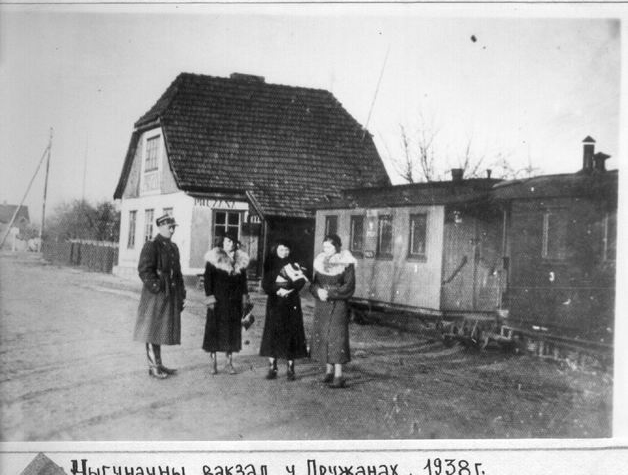
Залізничний вокзал у Пружанах (1938) на місці нинішнього магазину «Меркурій»

Пружа́нська залізниця — вузькоколійна 600-міліметрова дорога з Пружан до Лінового, що існувала в першій половині XX сторіччя. Протяжність 13 км.
Збудована у 1915 році під час німецької окупації. Стала частиною величезної мережі вузькоколійок протяжністю 325 кілометрів крізь Біловезьку пущу, призначеною для вивезення вирубаного лісу і убитих тварин.
За часів Польщі належала PKP, доходила до Каменюк (до 1922 року цю гілку здебільшого розібрали). Через Семенчу, Слобудка і фільварок Ізабелін з'єднувала місто зі станцією Лінове (тепер Аранчиці) на залізниці Берестя—Барановичі. По ній ходив маленький потяг з чотирьох вагонів.
Після вторгнення Радянського Союзу поїзд ходив від військового містечка Слобудка до Пружан. Розклад був довільний: «машиніст міг зупинитися на будь-якому хуторі, сходити до знайомої, випити пів-жбану молока, повернутися і їхати далі».
Зруйнована на початку 40-х років, ймовірно з початком німецького вторгнення. У 1940—41 роках велися роботи по будівництву повноформатної 750-міліметрової залізниці Павловичі—Пружани—Біловежа, однак з початком війни будівництво зупинилося і не було відновлене.

## Літаратура
- Ирина Гавако. Пружаны узкоколейные остались только в истории[недоступне посилання з липня 2019] (рас.) // Газета для вас. — 15 кастрычніка 2010.